# Ancien hôtel de ville de Levoča
L'ancien hôtel de ville de Levoča (en slovaque : Historická radnica v Levoči) se trouve dans la ville de Levoča (Slovaquie), classée au patrimoine mondial de l'UNESCO. Il a été construit au XVe siècle et se dresse sur la place principale de la ville.

## Histoire
L'édifice gothique d'origine a été détruit en 1550 lors d'un incendie qui a ravagé la ville, et seuls des fragments des murs d'origine ont été conservés. Il fut encore endommagé par un incendie en 1599. L'hôtel de ville dans sa forme actuelle a été construit en 1615 dans un style Renaissance, avec des arcades au rez-de-chaussée et au premier étage, et un beffroi ajouté en 1656-1661. Les peintures murales de la façade sud représentent les vertus de modération, de soin, de bravoure, de patience et de justice. L'ensemble a ensuite été reconstruit en 1893-1895.
Le bâtiment est maintenant entretenu par le Musée Spiš-Levoča, un département du Musée national slovaque. Il contient la salle du conseil municipal d'origine et une variété d'expositions relatives à l'histoire de la ville, y compris une peinture populaire du XIXe siècle de la Dame blanche, Juliana Géciová-Korponaiová (sk), (1680-1714) qui, selon une légende (inexacte), aurait livré la ville aux troupes de l'Empire autrichien au début du XVIIIe siècle.

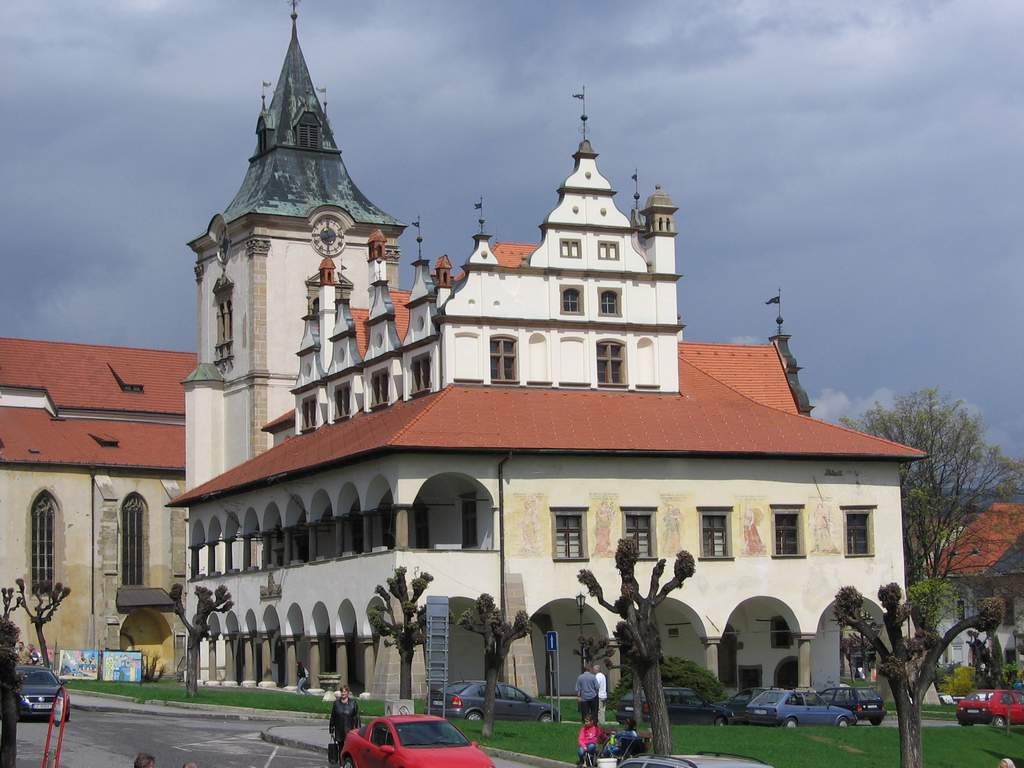
Ancien hôtel de ville, Levoča - vue du sud-ouest

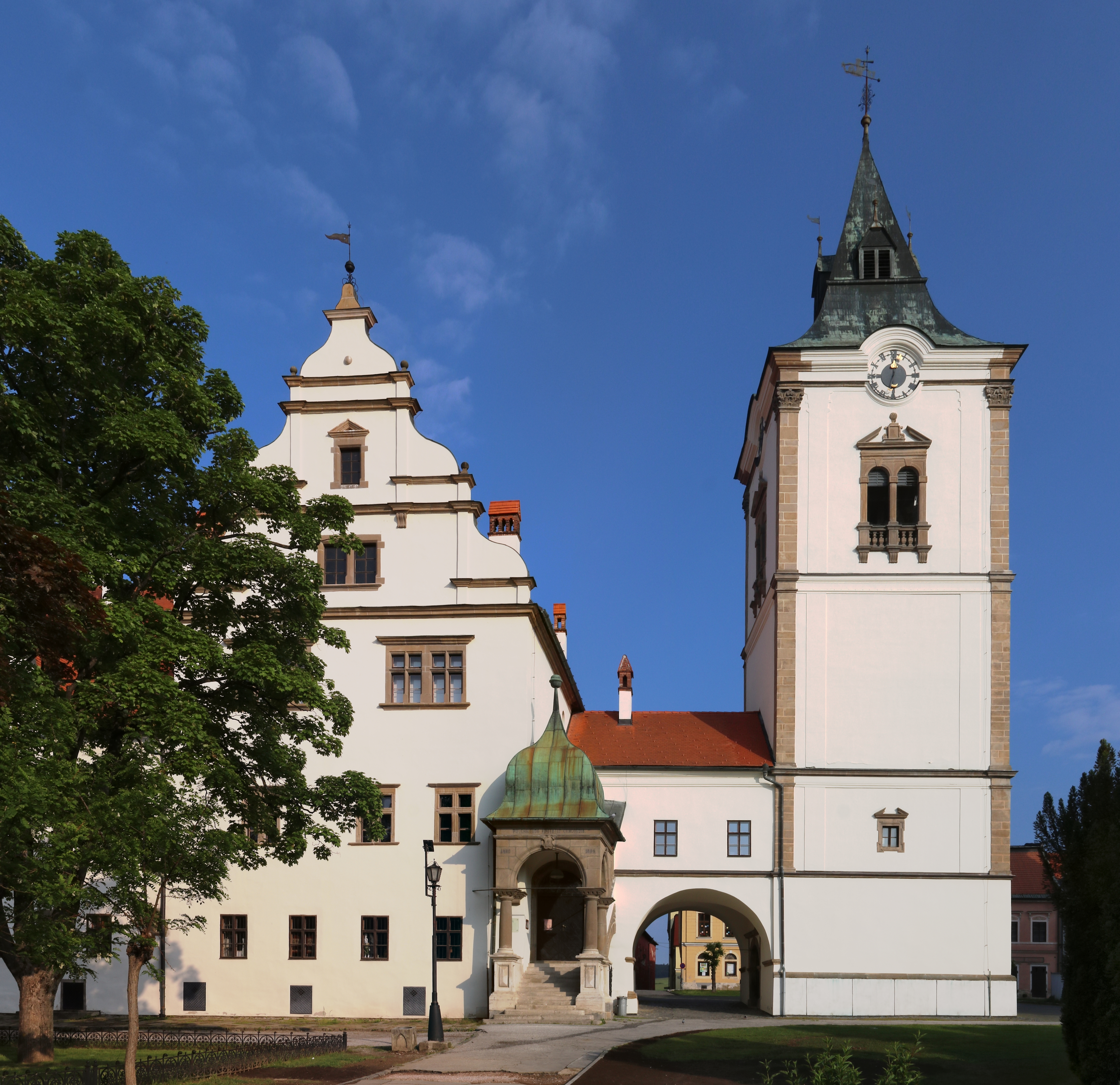
Ancien hôtel de ville - vue côté est

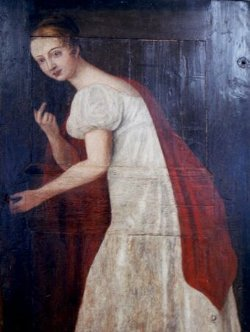
Peinture de La Dame Blanche de Levoca (vers 1860)

### Sources
- Lacika, Ján (1999). Spiš . Bratislava : Dajama (ISBN 8088975018)